# Herzog in Bayern

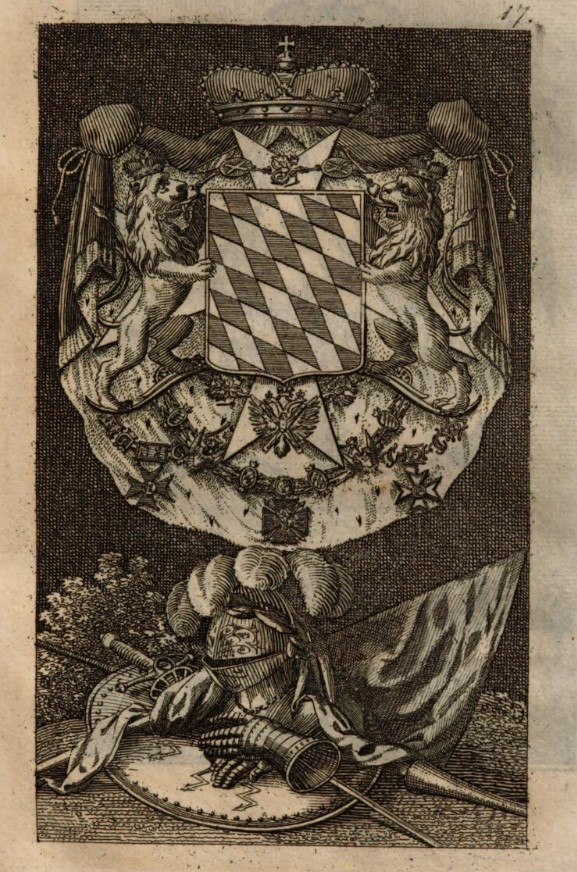
Wappen von Wilhelm in Bayern als Großmeister des Michaelsordens

Herzog in Bayern war ein Titel, den u. a. die Wittelsbacher-Herzöge von Pfalz-Zweibrücken und die von ihnen abstammenden Nebenlinien führten.

## Gebrauch des Titels
Der vollständige Titel von Karl I., dem Stammvater des Hauses Pfalz-Birkenfeld, lautete: „Pfalzgraf bei Rhein, Herzog in Bayern, Graf zu Veldenz und Sponheim“. Allerdings standen nach dem pfälzischen Primogeniturrecht nur die regierenden Herzöge von Zweibrücken tatsächlich im Rang eines Herzogs, die übrigen Familienmitglieder hatten den Rang eines Pfalzgrafen.
Bedeutung erlangte der Titel ab 1799 durch die Wittelsbacher Nebenlinie Pfalz-Zweibrücken-Birkenfeld-Gelnhausen, die ihren genealogischen Ursprung mit Johann Karl von Birkenfeld-Gelnhausen (1638–1704), dem Bruder von Christian II. von Pfalz-Birkenfeld, und seinen – nach langem Prozess legitimierten – Nachfahren aus seiner zweiten Ehe mit Esther-Marie von Witzleben (1665–1725) nimmt. Nachdem Maximilian Joseph von Pfalz-Birkenfeld-Zweibrücken 1799 bayerischer und pfälzischer Kurfürst geworden war, erhob er seinen Vetter Wilhelm aus der Gelnhäuser Linie auch tatsächlich in den Herzogsstand. Bereits 1797 hatte Max Joseph mit Wilhelm als dem Haupt der einzigen noch bestehenden weiteren Nebenlinie der Wittelsbacher den Ansbacher Hausvertrag geschlossen, in dem die Einheit und Unteilbarkeit der wittelsbachischen Länder festgelegt wurde. Als Bayern 1806 Königreich wurde, stand Wilhelm und Angehörigen seiner Familie die Anrede „Königliche Hoheit“ zu.

## Chef des Hauses der Herzöge in Bayern (aus der Linie Pfalz-Zweibrücken-Birkenfeld-Gelnhausen)
- Wilhelm in Bayern 1799–1837
- Pius August in Bayern 1837
- Max Joseph in Bayern 1837–1888
- Carl Theodor in Bayern 1888–1909
- Ludwig Wilhelm in Bayern 1909–1968
- Luitpold Emanuel Herzog in Bayern 1968–1973

Am 18. März 1965 adoptierte Ludwig Wilhelm in Bayern seinen entfernten Verwandten Max Emanuel  von Bayern, den jüngeren Bruder und designierten Nachfolger des kinderlosen Franz von Bayern als Chef des Hauses Wittelsbach. Max Emanuel und Franz sind Enkel von Ludwig Wilhelms Schwester Marie Gabrielle, die den Kronprinzen Rupprecht von Bayern geheiratet hatte. Max Emanuel führt seit seiner bürgerlich-rechtlichen Adoption am  18. März 1965 den Namen Herzog in Bayern und erbte die Besitzungen in Tegernsee, Kreuth und Banz (sowie aus der königlichen Linie das Schloss Wildenwart).
Seit dem kinderlosen Tod von Luitpold Emanuel Herzog in Bayern 1973 ist Max Emanuel in Bayern aufgrund seiner bürgerlich-rechtlichen Adoption am  18. März 1965 das Oberhaupt der Linie. Seine Großmutter war die letzte bayerische Kronprinzessin Marie Gabriele geb. Herzogin in Bayern. Über ihn entstammt auch seine älteste Tochter, die gegenwärtige Erbprinzessin Sophie von Liechtenstein, der Linie.

## Weitere prominente Mitglieder der Linie
- Kaiserin Elisabeth von Österreich
  - ihre Schwester Marie, die letzte Königin beider Sizilien
  - ihre Schwester Sophie, kurzzeitig verlobt mit König Ludwig II.
  - ihre Nichte, Königin Elisabeth von Belgien
  - ihr Bruder Ludwig in Bayern, verzichtete auf sein Erstgeborenenrecht
    - dessen Tochter Marie Louise von Larisch-Wallersee

## Besitzungen der Herzöge in Bayern

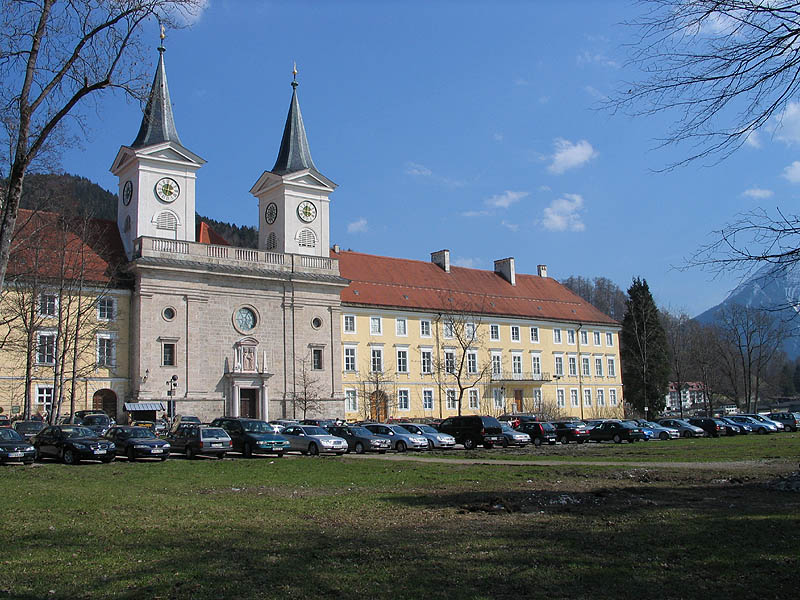
Kloster Tegernsee
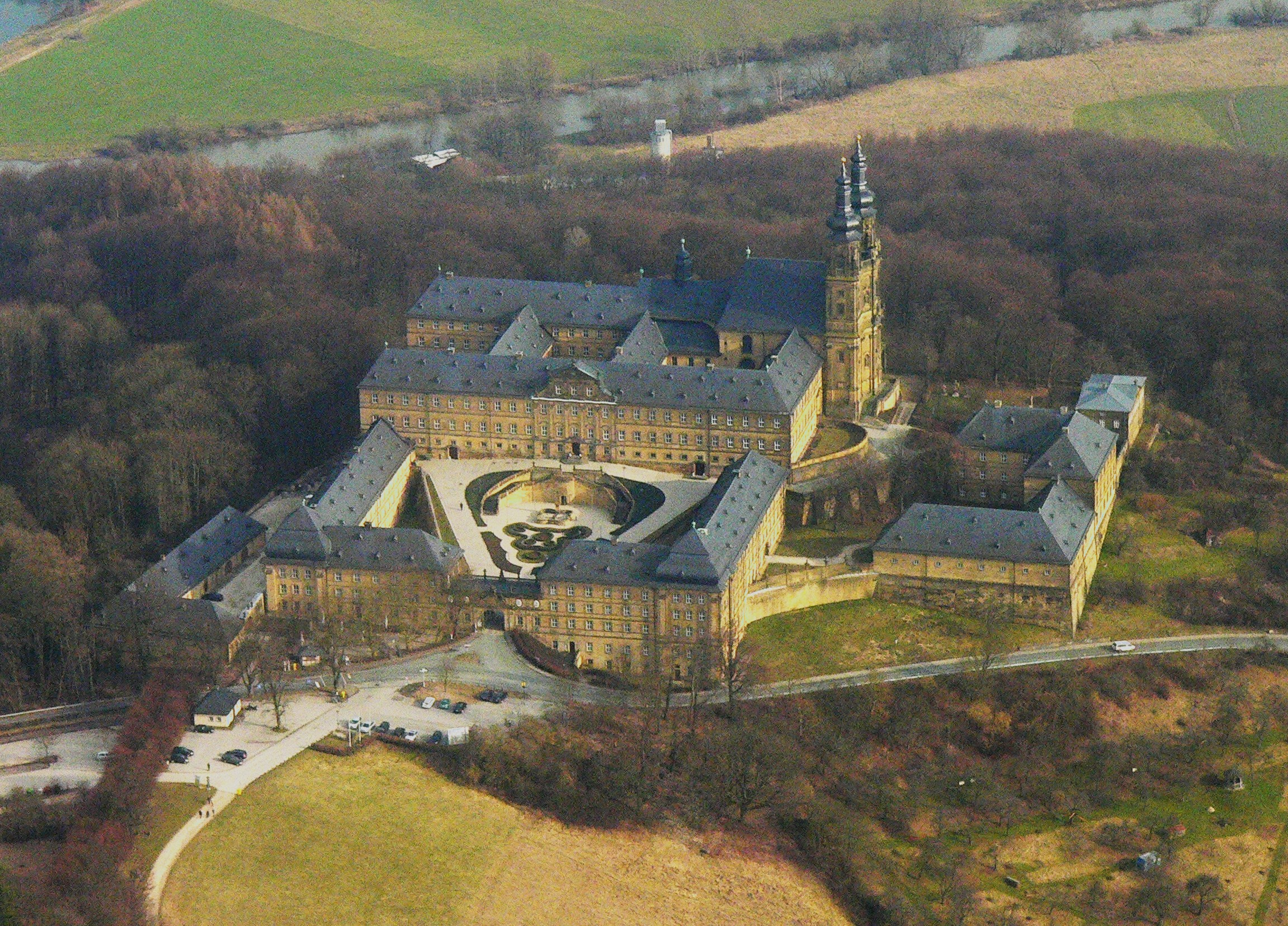
Kloster Banz
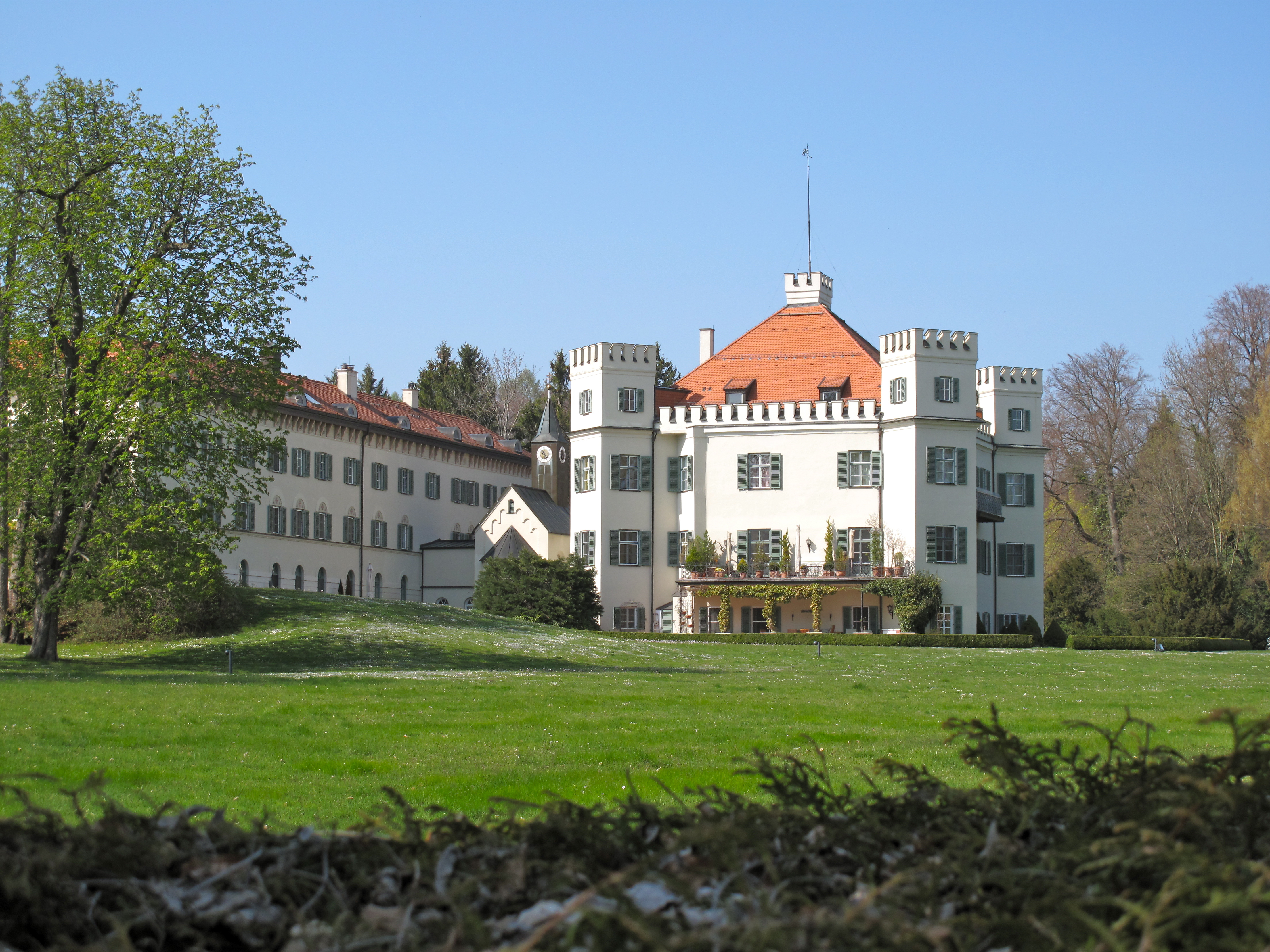
Schloss Possenhofen
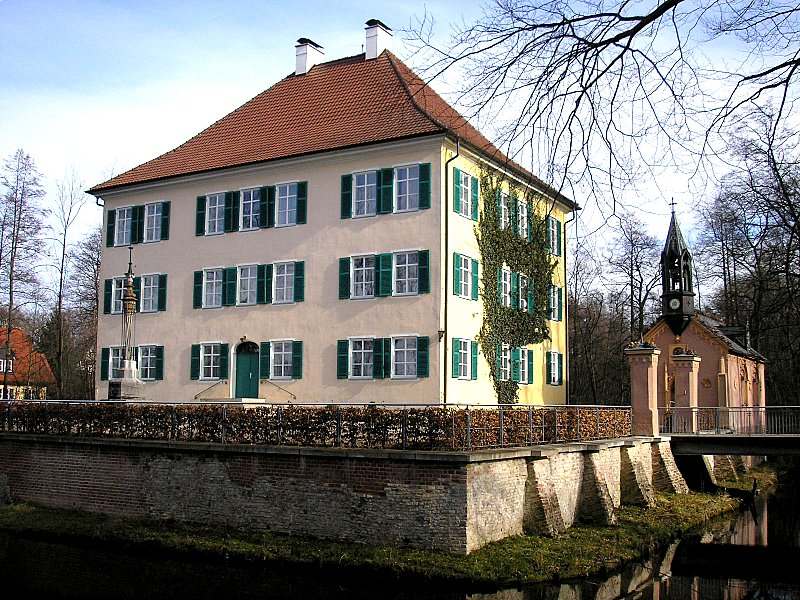
Wasserschloss Unterwittelsbach
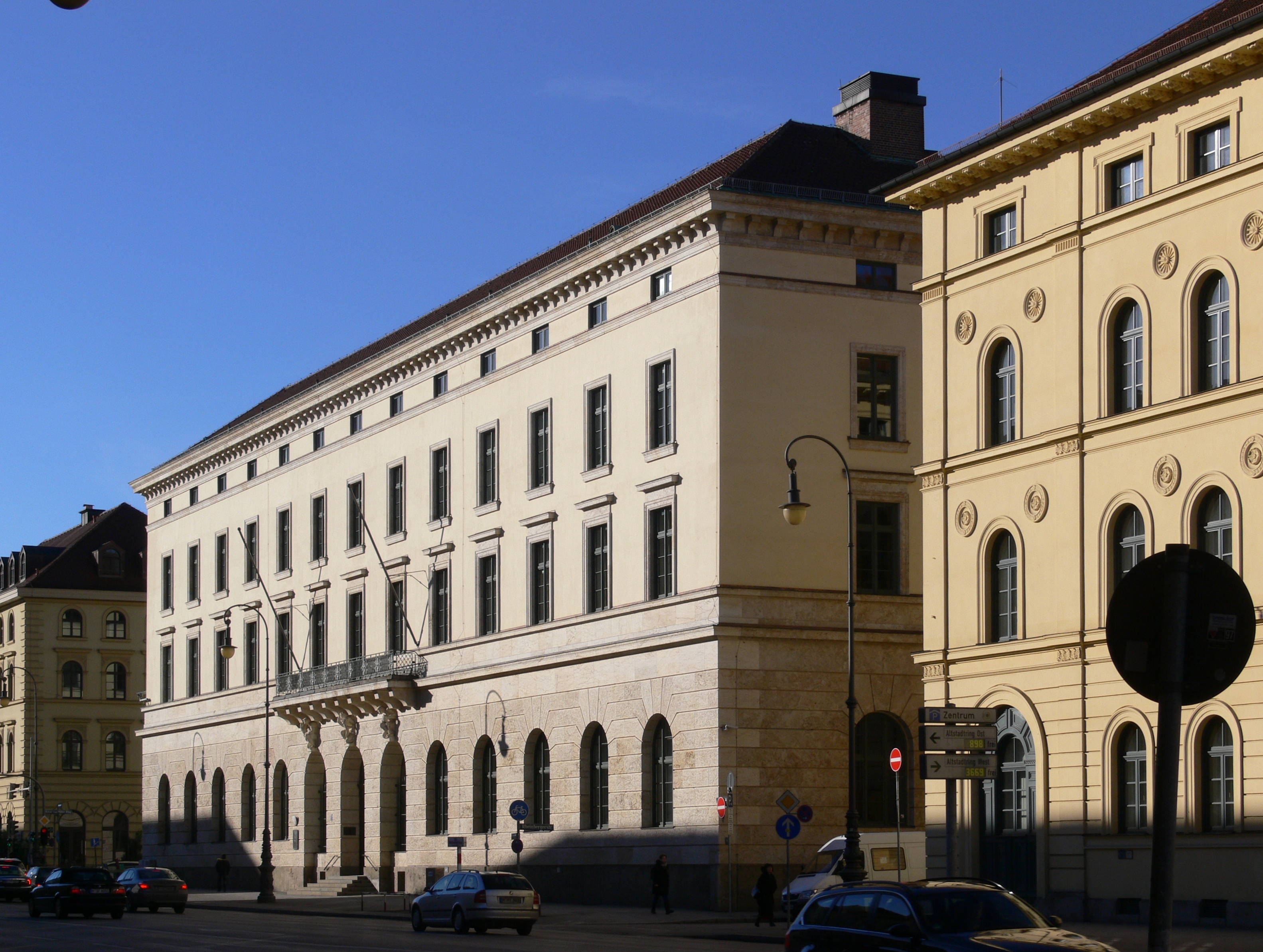
Herzog-Max-Palais in München
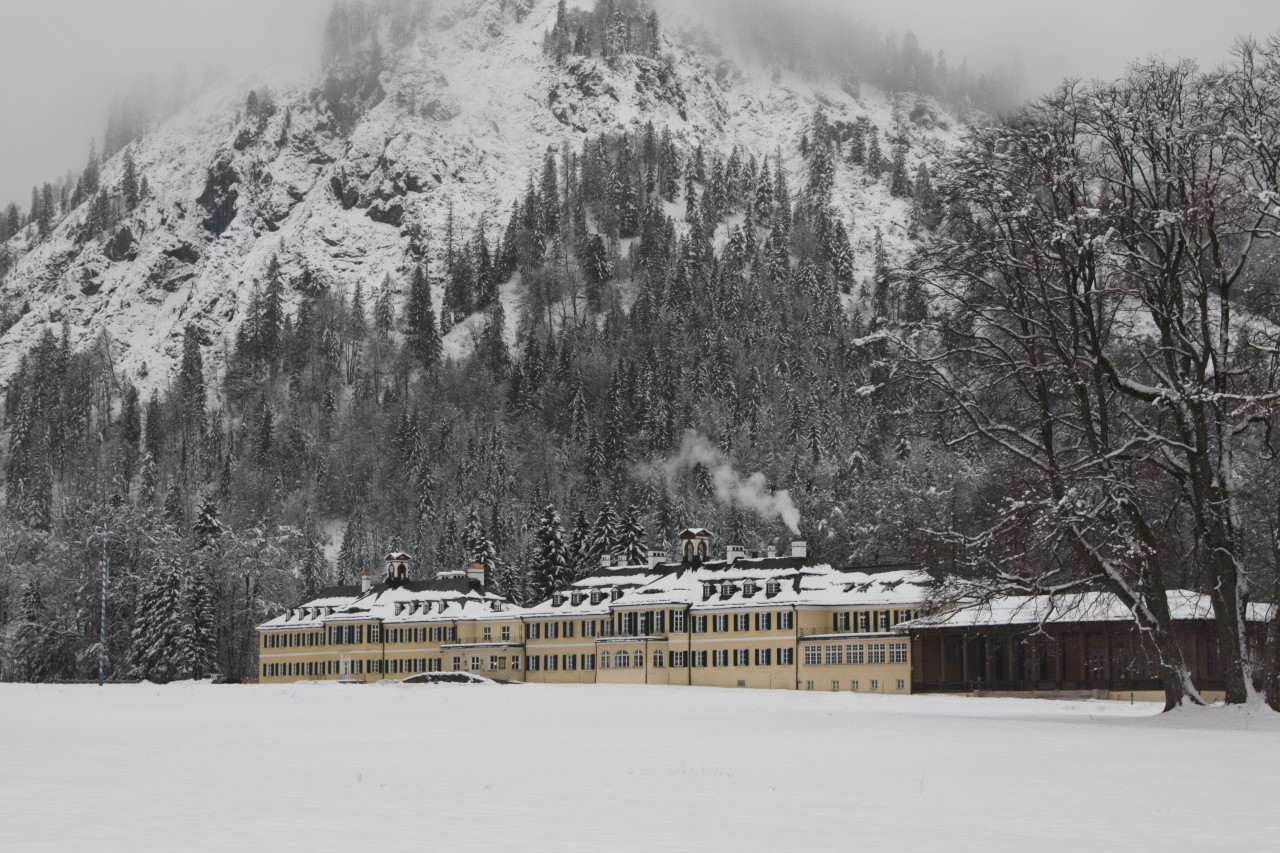
Kurhaus in Wildbad Kreuth
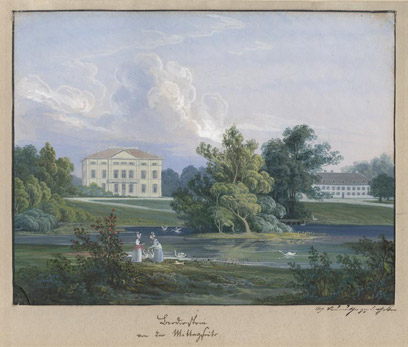
Neues und Altes Schloss Biederstein, München
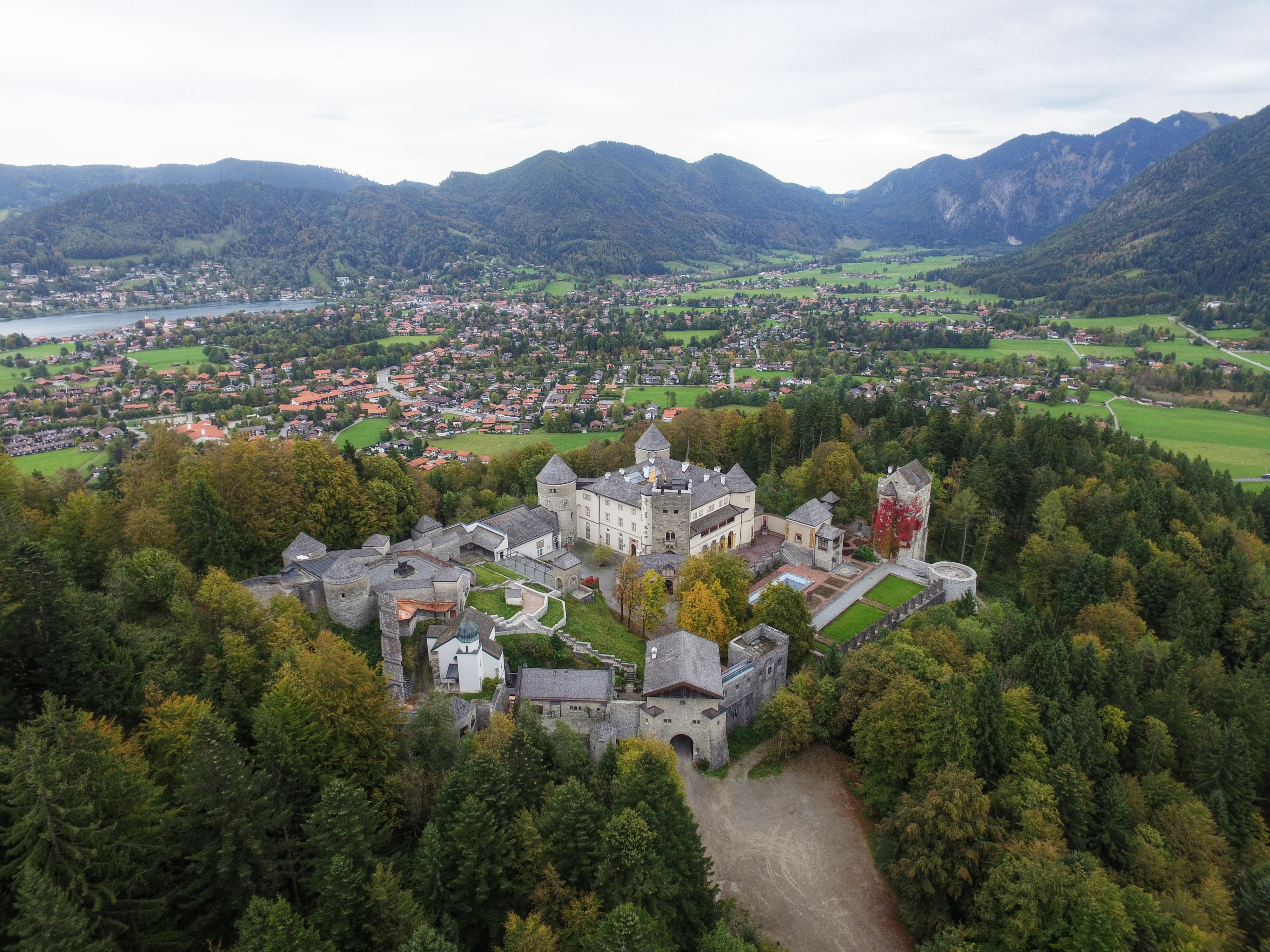
Schloss Ringberg am Tegernsee
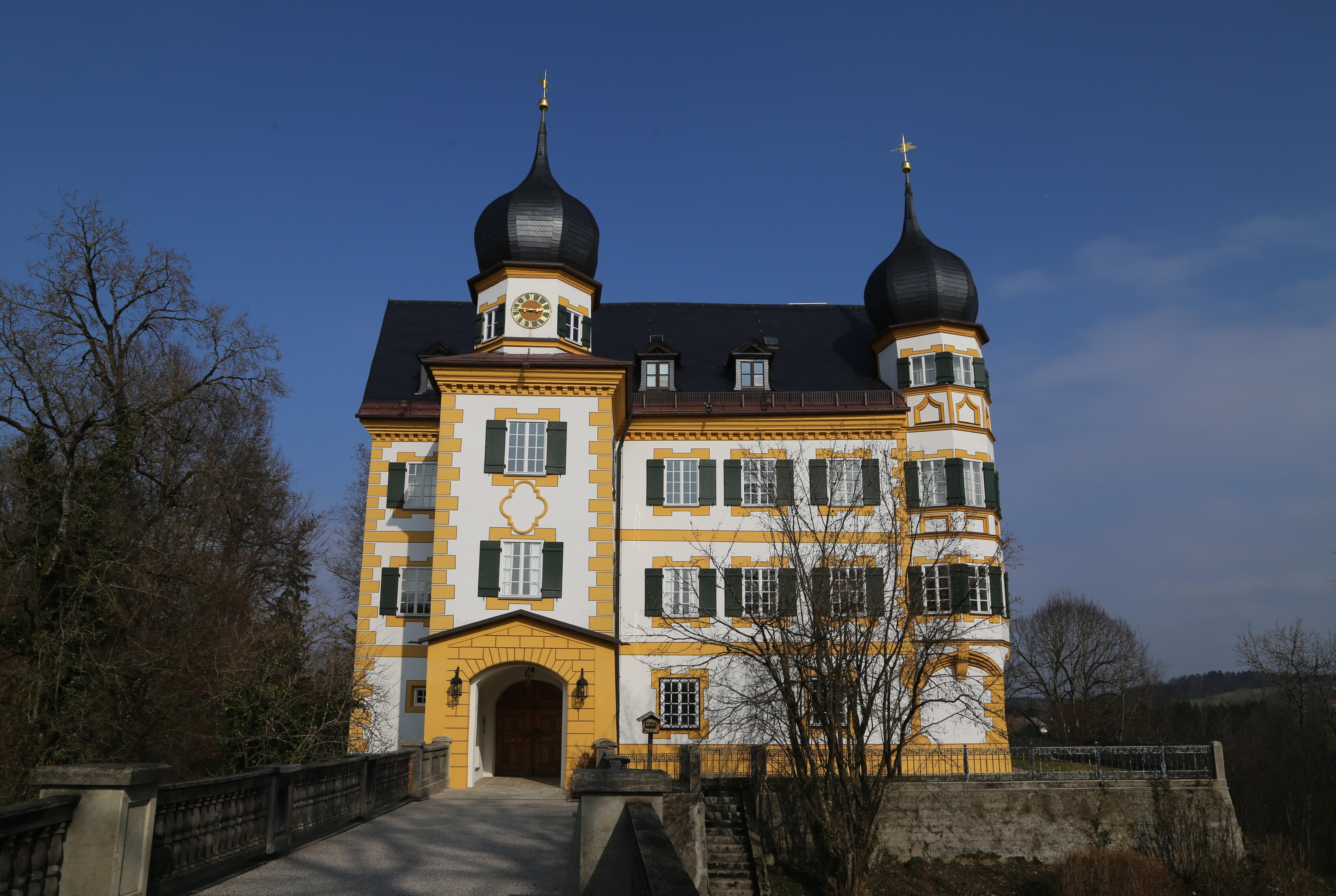
Schloss Wildenwart

Im Jahr 1895 ließ Herzog Carl Theodor († 1909) in der ehemaligen Klosterkirche St. Quirin von Kloster Tegernsee eine Familiengruft für die Herzöge in Bayern anlegen, in der heute insgesamt 19 Personen ruhen.